# Казанцево (Зоринський район)
Каза́нцево (рос. Казанцево) — селище у складі Зоринського району Алтайського краю, Росія. Входить до складу Новодрачонінської сільської ради.

## Населення
Населення — 113 осіб (2010; 194 у 2002).
Національний склад (станом на 2002 рік):
- росіяни — 96 %